# Норман Ридус
Норман Марк Ридус (енгл. Norman Mark Reedus; Холивуд, Флорида, 6. јануар 1969), амерички је филмски и телевизијски глумац и бивши модел.
Најпознатији је по главној улози Дерила Диксона у телевизијској серији Окружен мртвима и спин-офу Окружен мртвима: Дерил Диксон, као и по главној улози Сема Бриџиса у видео игрици Death Stranding. Поред телевизијске серије „Окружен мртвима” и филму „Свеци против мафије”.